# یاسر عربی
یاسر عربی (زاده ۱۳۵۸ روستای کوشک) سیاستمدار ایرانی و فارغ‌التحصیل کارشناسی عمران و کارشناسی ارشد برنامه‌ریزی شهری است و از سال ۱۳۹۴ تا ۱۴۰۲ به مدت هشت سال شهردار گرمسار بود. وی با کسب ۱۷٬۶۸۱ رأی در دوازدهمین دوره انتخابات مجلس شورای اسلامی از حوزه انتخابیه گرمسار و آرادان در استان سمنان به مجلس شورای اسلامی راه یافت و با توجه به سوابق تحصیلاتی و اجرایی وی در کمیسیون عمران مجلس شورای اسلامی عضو گردید.
شهرداری گرمسار در دوران تصدی یاسر عربی افتخارات متعددی را کسب کرد؛ کسب عنوان شهردار برتر استان سمنان در سال ۱۳۹۶، رتبه برتر ارزیابی عملکرد شهرداری گرمسار در بین شهرداری‌های استان سمنان در سال ۱۳۹۷، رتبه برتر ارزیابی عملکرد حوزه خدمات شهری در سال ۱۳۹۹ و جزو پنج شهرداری برتر کشور در سال ۱۴۰۱ برای پروژه بوستان دانشجو با محوریت محیط زیست. یاسر عربی در چهارم اردیبهشت‌ماه ۱۴۰۲ با انتشار بیانه‌ای از سمت خود به عنوان شهردار کناره‌گیری کرد. یاسر عربی در خرداد ماه ۱۴۰۲ همزمان با مشکلات کم‌آبی رودخانه حبله رود شهرستان گرمسار کارزاری را در شبکه‌های مجازی ایجاد نمود که بیش از ۵۵۰۰ نفر از مردم شهرستان گرمسار آن را امضا نمودند. یاسر عربی در اولین سخنرانی خود در مجلس شورای اسلامی نیز به حقابه قانونی حبله رود اشاره نمود و پیرامون خشکی تنها رودخانه دائمی استان سمنان هشدار داد.